# Hesperidanthus linearifolius
Hesperidanthus linearifolius är en korsblommig växtart som först beskrevs av Asa Gray, och fick sitt nu gällande namn av Per Axel Rydberg. Hesperidanthus linearifolius ingår i släktet Hesperidanthus och familjen korsblommiga växter. Inga underarter finns listade i Catalogue of Life.